# Dalworthington Gardens (Texas)
Dalworthington Gardens város az USA Texas államában, Tarrant megyében. Lakosainak száma 2293 fő (2020. április 1.).

## Népesség
A település népességének változása:

| 2010 | 2 259 |
| 2020 | 2 293 |